# Velothon Wales
El Velothon Wales es un festival de ciclismo británico que se celebra en Gales cuya prueba principal, la profesional masculina, tiene final e inicio en Cardiff tras un recorrido de 174 km por el norte de dicha localidad.
Creada en 2015 la masculina profesional forma parte del UCI Europe Tour, dentro de la categoría 1.1.
Forma parte de los festivales llamado «Eventos Velothon» con festivales similares en Berlín (Velothon Berlin), Estocolmo (Velothon Stockholm) y Stuttgart.

## Palmarés
| Año  | Ganador          | Segundo             | Tercero             |
| ---- | ---------------- | ------------------- | ------------------- |
| 2015 | Martin Mortensen | Ignatas Konovalovas | Grégory Habeaux     |
| 2016 | Thomas Stewart   | Rasmus Guldhammer   | Ian Bibby           |
| 2017 | Ian Bibby        | Karol Domagalski    | Christopher Lawless |

## Palmarés por países
| País        | Victorias |
| ----------- | --------- |
| Reino Unido | 2         |
| Dinamarca   | 1         |